# بغداد (ویرجینیا)
بغداد (به انگلیسی: Bagdad) یک منطقهٔ مسکونی در ایالات متحده آمریکا است که در شهرستان کارولین، ویرجینیا واقع شده‌است. بغداد ۶۷٫۹۷ متر بالاتر از سطح دریا واقع شده‌است.